# Canton de Conflans-Sainte-Honorine
Le canton de Conflans-Sainte-Honorine est une division administrative française, située dans le département des Yvelines et la région Île-de-France.
À la suite du redécoupage cantonal de 2014, les limites territoriales du canton sont remaniées. Le nombre de communes du canton passe de 1 à 4.

## Historique
Le canton est créé par décret du 28 janvier 1964 par division du canton de Poissy.

## Représentation

### Conseillers généraux de 1964 à 2015
| Période | Période          | Identité                           | Étiquette   | Qualité |
| ------- | ---------------- | ---------------------------------- | ----------- | --- |
| 1964    | 1979             | Eugène Berrurier                   | DVD         | Maire de Conflans-Sainte-Honorine (1971-1973)                                                                            |
| 1979    | 1990 (démission) | Odile Vadot                        | PS          | Assistante sociale Conseillère municipale de Conflans-Sainte-Honorine Nommée Préfet de Franche-Comté et du Doubs en 1990 |
| 1990    | 1998             | Jean Guigné                        | PS puis DVG | Réalisateur Adjoint au Maire de Conflans-Sainte-Honorine Député (1988-1993)                                              |
| 1998    | 2011 (démission) | Philippe Esnol                     | PS          | Cadre supérieur Maire de Conflans-Sainte-Honorine (2001-2014) Sénateur RDSE (2011-2017)                                  |
| 2011    | 2015             | Fanny Ervera (épouse du précédent) | PS          | Directrice de cabinet de Philippe Esnol                                                                                  |

### Conseillers départementaux à partir de 2015
| Période élective | Période élective | Mandat | Mandat   | Identité         | Nuance | Nuance | Qualité                                                                                                 |
| ---------------- | ---------------- | ------ | -------- | ---------------- | ------ | ------ | --- |
| 2015             | 2021             | 2015   | 2021     | Catherine Arenou |        | LR     | Maire de Chanteloup-les-Vignes 2e Vice-présidente déléguée à l’insertion, et à la politique de la ville |
| 2015             | 2021             | 2015   | 2021     | Laurent Brosse   |        | DVD    | Avocat en droit social Maire de Conflans-Sainte-Honorine                                                |
| 2021             | 2028             | 2021   | en cours | Catherine Arenou |        | LR     | Conseillère sortante, 4e Vice-présidente déléguée à l’Insertion et à la rénovation urbaine              |
| 2021             | 2028             | 2021   | en cours | Laurent Brosse   |        | DVD    | Conseiller sortant                                                                                      |

### Résultats détaillés

#### Élections de mars 2015
À l'issue du 1er tour des élections départementales de 2015, deux binômes sont en ballottage : Catherine Arenou et Laurent Brosse (Union de la Droite, 37,31 %) et Pascale Desnoyers et Christophe Paris (PS, 25,54 %). Le taux de participation est de 43,83 % (18 218 votants sur 41 567 inscrits) contre 45,34 % au niveau départemental et 50,17 % au niveau national.
Au second tour, Catherine Arenou et Laurent Brosse (Union de la Droite) sont élus avec 58,43 % des suffrages exprimés et un taux de participation de 41,14 % (9 232 voix pour 17 100 votants et 41 565 inscrits).

#### Élections de juin 2021
Le premier tour des élections départementales de 2021 est marqué par un très faible taux de participation (33,26 % au niveau national). Dans le canton de Conflans-Sainte-Honorine, ce taux de participation est de 29,03 % (12 241 votants sur 42 171 inscrits) contre 33,61 % au niveau départemental. À l'issue de ce premier tour, deux binômes sont en ballottage : Catherine Arenou et Laurent Brosse (DVD, 41,13 %) et Annie Minarik et Raphaël Prats (binôme écologiste, 20,49 %).
Le second tour des élections est marqué une nouvelle fois par une abstention massive équivalente au premier tour. Les taux de participation sont de 34,36 % au niveau national, 35,23 % dans le département et 31,04 % dans le canton de Conflans-Sainte-Honorine. Catherine Arenou et Laurent Brosse (DVD) sont élus avec 57,89 % des suffrages exprimés (7 108 voix pour 12 923 votants et 41 633 inscrits),,. 

## Composition

### Composition avant 2015
Le canton de Conflans-Sainte-Honorine était composé de la seule commune de Conflans-Sainte-Honorine.

### Composition après 2015
Le canton de Conflans-Sainte-Honorine comprend désormais quatre communes entières.
| Nom                                              | Code Insee | Intercommunalité             | Superficie (km2) | Population (dernière pop. légale) | Densité (hab./km2) | Modifier                                    |
| ------------------------------------------------ | ---------- | ---------------------------- | ---------------- | --------------------------------- | ------------------ | ------------------------------------------- |
| Conflans-Sainte-Honorine (bureau centralisateur) | 78172      | CU Grand Paris Seine et Oise | 9,90             | 36 306 (2022)                     | 3 667              | modifier les données · modifier les données |
| Andrésy                                          | 78015      | CU Grand Paris Seine et Oise | 6,91             | 13 663 (2022)                     | 1 977              | modifier les données · modifier les données |
| Chanteloup-les-Vignes                            | 78138      | CU Grand Paris Seine et Oise | 3,33             | 10 793 (2022)                     | 3 241              | modifier les données · modifier les données |
| Maurecourt                                       | 78382      | CA de Cergy-Pontoise         | 3,65             | 4 399 (2022)                      | 1 205              | modifier les données · modifier les données |
| Canton de Conflans-Sainte-Honorine               | 7805       |                              | 23,79            | 65 161 (2022)                     | 2 739              | modifier les données                        |

## Démographie

### Démographie avant 2015
| 1968   | 1975   | 1982   | 1990   | 1999   | 2006   | 2011   | 2012   |
| ------ | ------ | ------ | ------ | ------ | ------ | ------ | ------ |
| 26 304 | 31 066 | 28 977 | 31 467 | 33 327 | 33 671 | 35 582 | 35 135 |

### Démographie depuis 2015
En 2022, le canton comptait 65 161 habitants, en évolution de +3,26 % par rapport à 2016 (Yvelines : +2,72 %, France hors Mayotte : +2,11 %).
| 2013   | 2018   | 2022   |
| ------ | ------ | ------ |
| 61 886 | 63 402 | 65 161 |